# 찬스바자회
천사데이 찬스바자회

## 천사데이 찬스 바자회
[편집]
천사데이 찬스 바자회는 서울 서초구에 위치한 홀리씨즈교회와 그 부설 청소년 사역/교육기관인 홀리씨즈 교회학교(HSS)에서 주관하는 연례 자선 바자회 행사이다. 이 행사는 매년 4월 마지막 주 토요일에 개최되며, 바자회를 통해 발생한 수익은 경제적 어려움으로 학업을 지속하기 어려운 청소년들을 위한 장학기금으로 사용된다.

### 개요
천사데이 찬스바자회는 지난 2010년 경제적 어려움으로 학업을 이어가기 어려운 청소년들을 돕는 장학사업 재단 설립 기금 마련을 위해 시작됐고 2025년 기준 13회를 맞았다. 학생들 스스로 돈이 없어서 공부 못하는 친구들을 돕기 위해 학생들에 의한, 학생들을 위한 기부바자회를 열어 장학기금 마련에 나선 것이다. 돈이 없어 공부 못하는 친구들을 돕겠다는 열정에서인지 밝고 활기차게 판매를 하고 있는 HSS학생, 학부모 한명 한명의 섬기는 모습이 천사와 다름없어 행사명이 ‘천사데이찬스바자회’가 됐다고 한다.  주변을 돕는 따뜻한 마음과 선한 영향력을 실천하자는 의미를 담고 있는 이 바자회는 단순한 판매 행사를 넘어, 청소년들이 기획, 운영, 홍보, 공연 등 전 과정을 주도적으로 준비하는 교육적 행사로 발전해왔다.

### 행사 내용
[편집]
'천사데이 찬스바자회'를 위해 교통안전·현장관리·기획·온라인 홍보 등 다양한 운영 위원회가 구성되어, 학생들과 부모들이 함께 행사를 준비하며, 지역사회를 위한 행사로 만들어간다. 행사 당일 판매 품목은 의류, 주방용품, 식품, 생활용품 등 다양하며, 행사 당일에는 다양한 먹거리도 제공된다. 특히 아동 문구,잡화 브랜드 '윙하우스'와 아시아 최대 규모의 리빙용품 아울렛 '모드니'가 단독관을 통해 각종 캐릭터 상품과 명품 그릇 등을 판매하기도 한다. 판매되는 물품들은 기업체나 개인들로부터 기부받은 것으로, 시중 가격보다 최대 90%까지 할인된 가격에 제공된다.

### 수익 및 기부 현황
[편집]
바자회는 매년 수익을 장학기금으로 전액 기부하고 있다. 예를 들어, 2023년 제11회 바자회에서는 총 판매금액이 2억 3천만 원에 달했으며, 2024년 제12회 바자회에서는 2억 6천만 원의 매출을 기록하였다. 이러한 수익은 모두 경제적 위기에 놓인 청소년들의 학업과 삶을 지원하는 장학금으로 사용된다.

### 목적
[편집]
- 청소년 리더십 및 공동체 의식 함양
- 장학기금 마련
- 지역사회와의 연대 및 나눔 실천

### 연혁
[편집]
- 2010년: 해피데이 찬스 바자회 첫 개최
- 2020년~2022년: 코로나19로 인해 행사 중단
- 2023년: 행사 재개, 제11회 바자회 개최
- 2024년: 제12회 바자회 개최, 총 판매금액 2억 6천만 원 기록
- 2025년: 제13회 바자회 예정(4월 26일 토요일)

### 관련 기사
[편집]

### [제13회 천사데이 찬스 바자회]
[편집]
https://www.asiatoday.co.kr/kn/view.php?key=20250327000027043
https://www.youtube.com/watch?v=mye9UxkOrGU
https://www.youtube.com/watch?v=356PJdVEjYw

### [제12회 천사데이 찬스 바자회]
[편집]
https://biz.heraldcorp.com/article/3367351

### [제11회 천사데이 찬스 바자회]
[편집]
https://www.kmib.co.kr/article/view.asp?arcid=0018214626&code=61221111&cp=nv
https://www.fnnews.com/news/202304051108011287

### [more]
[편집]
https://www.munhwa.com/article/11129931
https://www.christiantoday.co.kr/news/305743
https://www.christiantoday.co.kr/news/294588

### 관련 링크
[편집]
- '천사데이 찬스바자회' 공식 홈페이지: https://www.hssbazaar.kr/
- HSS 공식 블로그: https://blog.naver.com/holyseeds_ch/223829974779